# Talsperre Lagoacho
Die Talsperre Lagoacho (portugiesisch Barragem de Lagoacho)  liegt in der Region Mitte Portugals im Distrikt Guarda. Sie staut den Covão do Urso zu einem Stausee auf. Die Talsperre befindet sich im Naturschutzgebiet Parque Natural da Serra da Estrela. Die Kleinstadt Seia befindet sich ungefähr acht Kilometer nordwestlich der Talsperre. Die Talsperre Lagoa Comprida liegt ungefähr drei Kilometer südwestlich von ihr, die Talsperre Vale do Rossim ca. drei Kilometer nordöstlich.
Die Talsperre wurde 1993 fertiggestellt. Sie ist im Besitz von HIDROCENEL, Energia do Centro, SA.

## Absperrbauwerk
Das Absperrbauwerk besteht aus einem CFR-Damm mit einer Höhe von 38 m über der Gründungssohle (36 m über dem Flussbett). Die Mauerkrone liegt auf einer Höhe von 1.439 m über dem Meeresspiegel. Die Länge der Mauerkrone beträgt 360 m und ihre Breite 6 m. Das Volumen der Staumauer umfasst 251.000 m³.
Die Staumauer verfügt sowohl über einen Grundablass als auch über eine Hochwasserentlastung. Über den Grundablass können maximal 9 m³/s abgeleitet werden, über die Hochwasserentlastung maximal 105 m³/s.

## Stausee
Beim normalen Stauziel von 1.436 m (maximal 1.437,8 m bei Hochwasser) erstreckt sich der Stausee über eine Fläche von rund 0,237 km² und fasst 1,525 Mio. m³ Wasser, die vollständig genutzt werden können. Das minimale Stauziel liegt bei 1.425 m.
Das Wasser des Stausees wird über einen Tunnel mit einer Länge von 3.270 m zum Stausee der Talsperre Vale do Rossim geleitet.